# Dušan Urban
Dušan Urban (* 17. dubna 1972 Brno) je český herec a režisér.
V roce 1994 vystudoval činoherní herectví na Divadelní fakultě Janáčkovy akademie múzických umění v Brně pod vedením pedagogů Josefa Kovalčuka a Arnošta Goldflama. Hned po studiu nastoupil do Moravského divadla Olomouc. Od roku 2009 hraje v Divadle Petra Bezruče v Ostravě.
V roce 2017 se pustil do divadelní režie, kdy v ostravském Divadle Mír inscenoval hru Bůh masakru. Ve filmu a v televizi se objevuje v menších rolích. Větší prostor dostal v roce 2005 ve filmu Sametoví vrazi a minisérii Spravedlnost.

## Divadelní a filmové role

### Divadelní role
Hrál například D'Artagnana ve stejnojmenné hře, Demetria ve Snu noci svatojánské, zhostil se i dvojrole Viktora Emanuela Champsboisyho a opilce Boutona ve hře Brouk v hlavě, Chlestakova v Revizorovi nebo Levina v Anně Karenině.

### Filmografie
- 2003 Četnické humoresky (TV seriál, Konrád Emke)
- 2005 Každý den karneval (TV film, Igor), Ordinace v růžové zahradě 2 (TV seriál, Sobotka), Sametoví vrazi (Láďa Rejsek)
- 2009 Evžen Oněgin (TV divadelní představení, Zarjecký)
- 2010 Ležáky 42 (gestapo), 13. komnata (TV cyklus)
- 2011 Doktor pro zvláštní případy (TV film, ředitel věznice)
- 2012 Kriminálka Anděl (TV seriál, Truhlář)
- 2013 Isabel (Vrátný)
- 2016 Kosmo (TV minisérie, Piotr Zubr)
- 2017 Spravedlnost (TV minisérie, Roman)
- 2018 Dvě nevěsty a jedna svatba (sládek)